# Ляховичская мечеть
Ляховичская мечеть (бел. Ляхавіцкая мячэць) — мечеть в городе Ляховичи. Здание построено в 1815 году. Разрушена в 1917 году, в 1928 году восстановлена. После Второй мировой войны закрыта, разобрана на доски.

## История

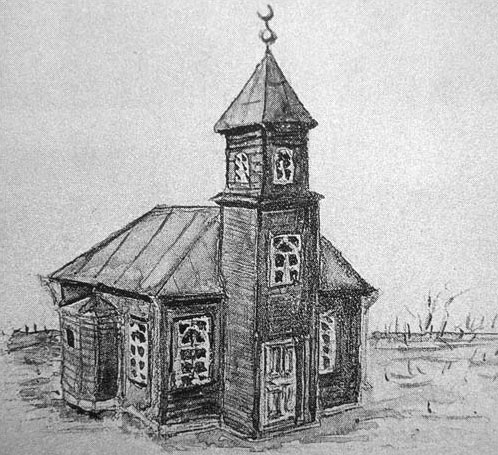
Мечеть в Ляховичах на рисунке Али Смайкевича

Мусульманская община в Ляховичах проживала на Татарской улице (сейчас — Титовича), верующие принадлежали к парафии в Осмолове. Мечеть построена в 1815 году. В 1884 году хатиб Самуил Воронович представил Минскому губернскому правлению проект возведения нового здания. В 1917 году мечеть была разрушена.
В 1924 году, когда Западная Беларусь находилась в составе межвоенной Польши, начались работы по восстановлению мечети, которая была открыта в 1928 году. На реставрацию здания средства дали американские татары, виленский муфтият, а также египетский король Фуад I. В 1947 году мечеть действовала, но в ней не служил мулла. В 1960-е годы храм закрыли, здание разобрали на доски.

## Архитектура
Как отмечает Станислав Кричинский, мечети в Ляховичах, Клецке и Некрашунцах своей архитектурой похожи на деревянные сельские костёлы. Сама мечеть представляет собой деревянное срубовое здание с михрабом, накрытое четырёхскатной крышей. Помещение было разделено на две половины: мужскую и женскую, каждая из которых имела свой вход. На входе расположен минарет, который своим видом напоминает трёхъярусную звонницу костёла. Минбар примечателен тем, что на нём была нанесена дата возведения мечети (30 августа 1815 года).